# جیم زیلکر
جیم زیلکر (انگلیسی: Jim Zylker؛ زادهٔ ۱۱ ژانویهٔ ۱۹۵۱) بازیکن فوتبال اهل ایالات متحده آمریکا بود.
وی به‌همراه تیم ملی فوتبال ایالات متحده آمریکا در بازی‌های المپیک تابستانی ۱۹۷۲ شرکت کرده‌است.